# Aveleda (Lousada)
Aveleda is een plaats (freguesia) in de Portugese gemeente Lousada en telt 1952 inwoners (2001).